# 小行星6482
小行星6482（英語：6482 Steiermark）是一颗围绕太阳公转的小行星。1989年1月10日，佛蒙特·伯根在陶腾堡发现了此天体。
这颗小行星的绝对星等为352.67167等。